# 네그로스 공화국
네그로스 공화국(힐리가이논어: Republika sang Negros, 세부아노어: Republika sa Negros, 스페인어: República de Negros)은 단기간동안 존재했던 필리핀의 혁명 정부로, 처음에는 필리핀 제1공화국의 칸톤이었으며 이후 미국의 보호령이 되었다.

## 명명법
네그로스 공화국은 짧은 기간동안 많은 이름이 존재했다. 필리핀 제1공화국의 칸톤일 시기에는 네그로스 칸톤(힐리가이논어: Kanton sg Negros, 세부아노어: Kanton sa Negros, 스페인어: Cantón de Negros), 미국 보호령 시기에는 네그로스 연방공화국(힐리가이논어: Republikang Federal sg Negros, 세부아노어: Republikang Federal sa Negros, 스페인어: República Federal de Negros) 혹은 네그로스 연방주(힐리가이논어: Estadong Federal sg Negros, 세부아노어: Estadong Federal sa Negros, 스페인어: Estado Federal de Negros)으로 불렸다. 필리핀의 역사학자 그레고리오 F. 자이데에 따르면 이 보호령은 1901년 단순히 네그로스 공화국이라는 이름으로 합병되었다고 한다.

## 역사

1898년까지 네그로스 혁명을 상징하던 공식 깃발. 1898년 설립된 네그로스 공화국은 이와 다른 깃발을 사용하였다.

1898년 11월 3일부터 6일 네그로스인들은 스페인 총독 이시드로 데 카스트로(Isidro de Castro)에 대항하여 봉기를 일으켰다. 스페인인들은 네그로스섬의 가장 큰 도시인 바콜로드로 무장 혁명군이 협공작전을 벌이는 것을 보고 항복을 결정했다. 후안 아라네타 아니세토 락손이 이끌던 혁명군은 사실 소총처럼 깎은 종려나무 잎과 대포처럼 둥글게 말고 검게 칠한 대나무 매트와 같은 가짜 무기로 무장하고 있었다. 스페인 식민 관리들은 11월 5일 항복했다. 아니세토 락손을 대통령으로 하는 임시정부가 세워졌고, 멜레시오 세베리노가 이 사실을 루손에 있는 에밀리오 아기날도에게 알렸다. 1989년 11월 27일 단원제 의회(스페인어: Congreso de Diputados)가 바콜로드에서 개회되었으며 네그로스 공화 칸톤(스페인어: Cantón Republicano de Negros)을 공표했다.
아시엔다가 주도하던 칸톤 정부는 필리핀-미국 전쟁 당시 경제적 이유 또는 순전히 현실정치적 이유로 1899년 3월 4일 미군에게 항복했다. 네그로스섬은 다른 필리핀 제도와는 분리된 독자의 미국 보호령이 되었다. 네그로스 연방공화국 헌법은 미군 총독과 네그로스섬 주민들이 투표를 통해 뽑은 민정관이 제안하였으며, 바콜로드의 위원회가 틀을 잡았고, 마닐라에 있던 엘웰 스티븐 오티스 장군에게 보고된 다음 1899년 10월 2일부터 적용된다고 선언되었다. 네그로스 섬은 1901년 서네그로스주가 새로 성립될때까지 이 헌법 아래에서 순조롭게 돌아갔으며, 1901년 4월 20일 필리핀에 "네그로스 공화국"이라는 이름으로 미국에 의해 합병되었다.

## 기념

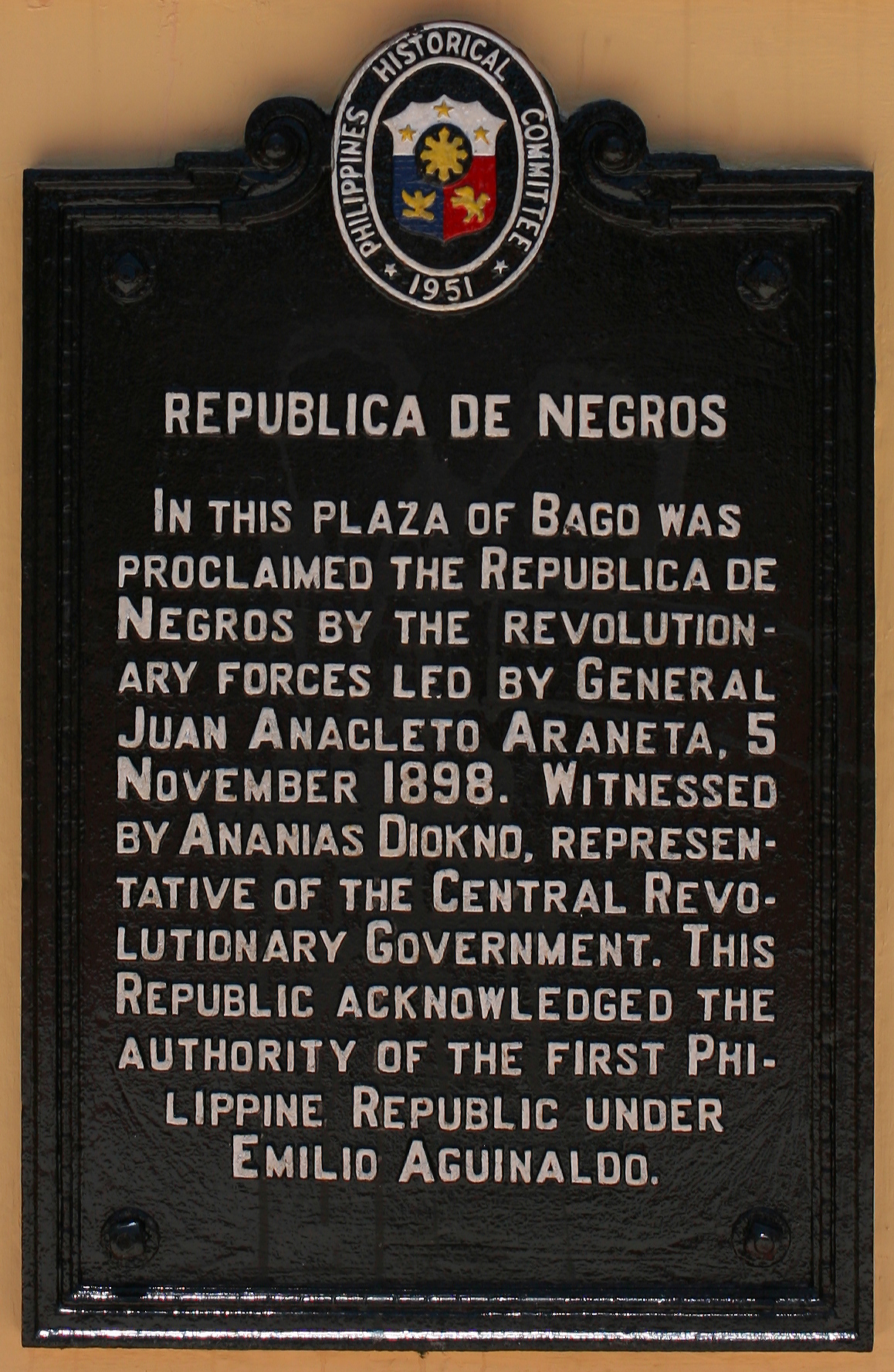
공화국 기념물, 바고시(市)

서네그로스주에서는 11월 5일을 Cinco de Noviembre라 부르며 1989년부터 법정 공휴일로 지정하였다. 서네그로스주 바고시(市)의 중심부에는 공화국 기념물이 있으며, 다음과 같은 내용이 적혀있다.
REPÚBLICA DE NEGROS

In this plaza of Bago was proclaimed the República de Negros by the revolutionary forces led by general Juan Anacleto Araneta, 5 November 1898. Witnessed by Ananías Diokno, representative of the Central Revolutionary Government. This Republic acknowledged the authority of the First Philippine Republic under Emilio Aguinaldo.